# Mycetia coriacea
Mycetia coriacea là một loài thực vật có hoa trong họ Thiến thảo. Loài này được (Dunn) Merr. mô tả khoa học đầu tiên năm 1918.